# Euphrosina Lorenz
Euphrosina Lorenz OCist (* um 1636 in Baden-Baden; † 2. März 1720 in Lichtenthal) war eine deutsche Zisterzienserin und von 1687 bis 1720 Äbtissin des Zisterzienser-Klosters Lichtenthal.

## Leben
Maria Euphrosina Lorenz war eine Tochter des Schmiedemeister Adam Lorenz aus Baden-Baden. Nach dem Tod der Vorgängeräbtissin Margaretha Loys wurde sie am 18. Dezember 1687 zur neuen Äbtissin des Klosters Lichtenthal gewählt. Nur kurze Zeit im Amt musste sie die Schwestern des Klosters vor den einfallenden französischen Truppen infolge des Pfälzischen Erbfolgekriegs in Sicherheit bringen. Schutz fanden die Schwestern in den Zisterzienserklöstern Magdenau, Tänikon, Feldbach, Gnadenthal, Wurmsbach und Rothmünster in der Schweiz. Als Baden-Baden am 24. August 1689 von den Franzosen niedergebrannt wurde, konnte eine Laienschwester das Kloster Lichtenthal dadurch retten, in dem sie den Gouverneur von Hagenau, bei dem sie einst in Diensten stand, um Schonung anflehte. Weiteres Ungemach drohte dem Kloster abermals während des spanischen Erbfolgekriegs, jedoch überstand das Kloster auch diese Zeit ohne Schaden zu nehmen. Äbtissin Euphrosina sorgte sich nicht nur um die Instandhaltung der zum Kloster gehörenden Gebäude, sie kümmerte sich auch um die Verbesserung und Kultivierung der Äcker, Wiesen und Weinberge, die kriegsbedingt zu Schaden gekommen waren. 83-jährig und im  58. Jahr ihrer Profess starb sie am 2. März 1720.